# Centre national d'études spatiales
Centre national d'études spatiales (CNES) är Frankrikes myndighet för rymdfart. CNES grundades 1961, och huvudkontoret ligger i Paris. Huvudansvarig för europeiska rymdhamnen Centre Spatial Guyanais.